# Abumi-kuchi
L’abumi-kuchi ou abumiguchi (鐙口) est un yōkai de type tsukumogami.

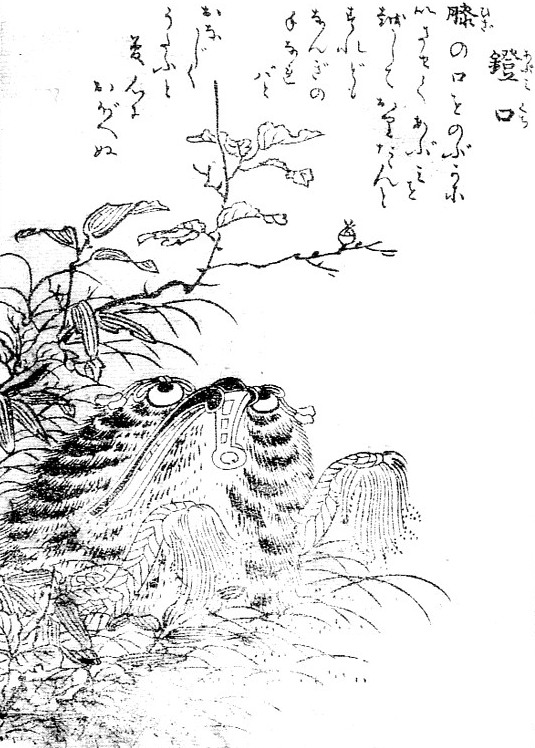
L’abumi-kuchi, Gazu Hyakki Tsurezure Bukuro

## L’abumi-kuchi
Le terme abumi-kuchi est formé de deux kanjis : 鐙, signifiant « étrier » et 口, signifiant « bouche ». Ce nom décrit en fait l'apparence de ce tsukumogami : c'est une boule de poils dont la bouche est un étrier, et deux pompons lui font office de bras.
La première mention de ce yōkai apparait en 1784 dans le livre Gazu Hyakki Tsurezure Bukuro. Il s'agit alors d'une illustration du tsukumogami accompagnée d'un poème :

« 膝の口をのぶかにいさせてあぶみを越して
おりたゝんとすれども、なんぎの手なればと、
おなじくうたふと、夢心におぼへぬ。 »

L’abumi-kuchi était à l'origine l'étrier d'un bushi (un commandant de l'armée japonaise). L'étrier a été abandonné lorsque son propriétaire est mort au combat. Après cent ans, il s'est transformé en yōkai et attend, là où il est tombé, que son maître revienne le chercher,.